# Monarca de Brehm
El monarca de Brehm (Symposiachrus brehmii) és un ocell de la família dels monàrquids (Monarchidae).

## Hàbitat i distribució
Habita els boscos de l'illa de Biak, propera a la costa septentrional de Nova Guinea.